# Eudiometr

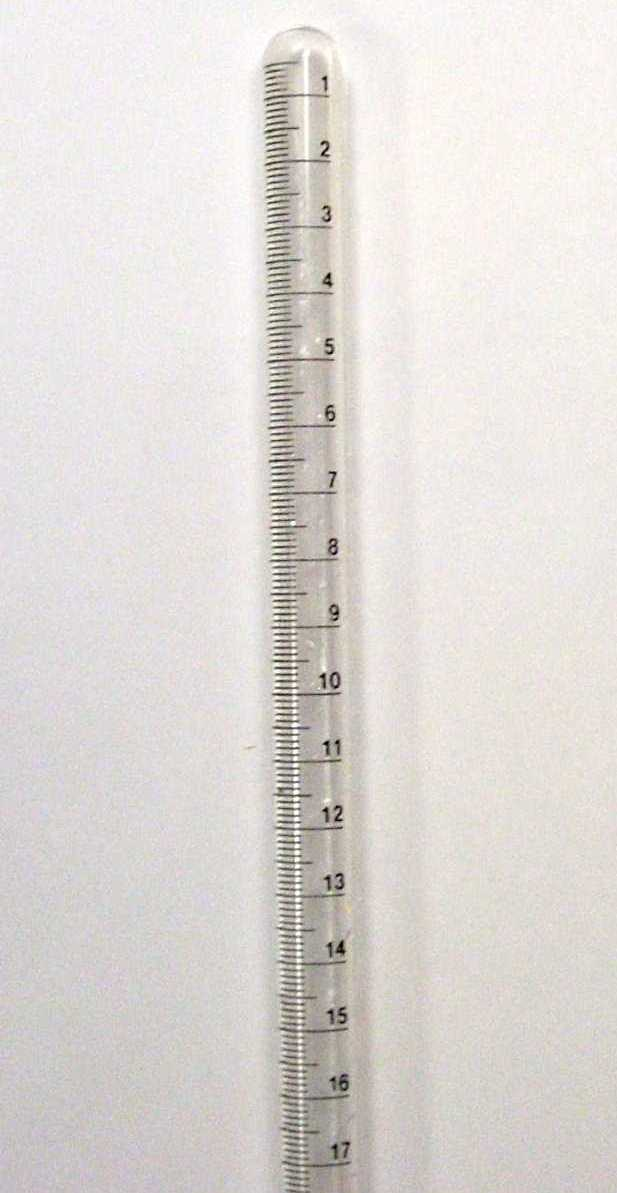
Końcówka eudiometru, w której gromadzi się gaz

Eudiometr – urządzenie służące do pomiaru różnicy objętości mieszaniny gazów powstających na skutek rozmaitych  procesów chemicznych np. spalania, absorpcji itp.

Może mieć postać cylindra miarowego odwróconego do góry dnem znajdującego się na górze podczas gdy dolna część urządzenia jest zanurzona w wodzie albo w rtęci. Czasami stosuje się też w tym celu biurety odwrócone kranikiem do góry. Płyn znajdujący się w eudiometrze jest z niego wypychany aby zrównoważyć różnicę ciśnień na skutek zwiększania się objętości gazu w całym układzie pomiarowym, co pozwala na pomiar jego objętości.
Przykład: Pomiar objętości wodoru w reakcji metalicznego cynku z kwasem solnym
Zn + 2HCl → ZnCl2 + H2↑

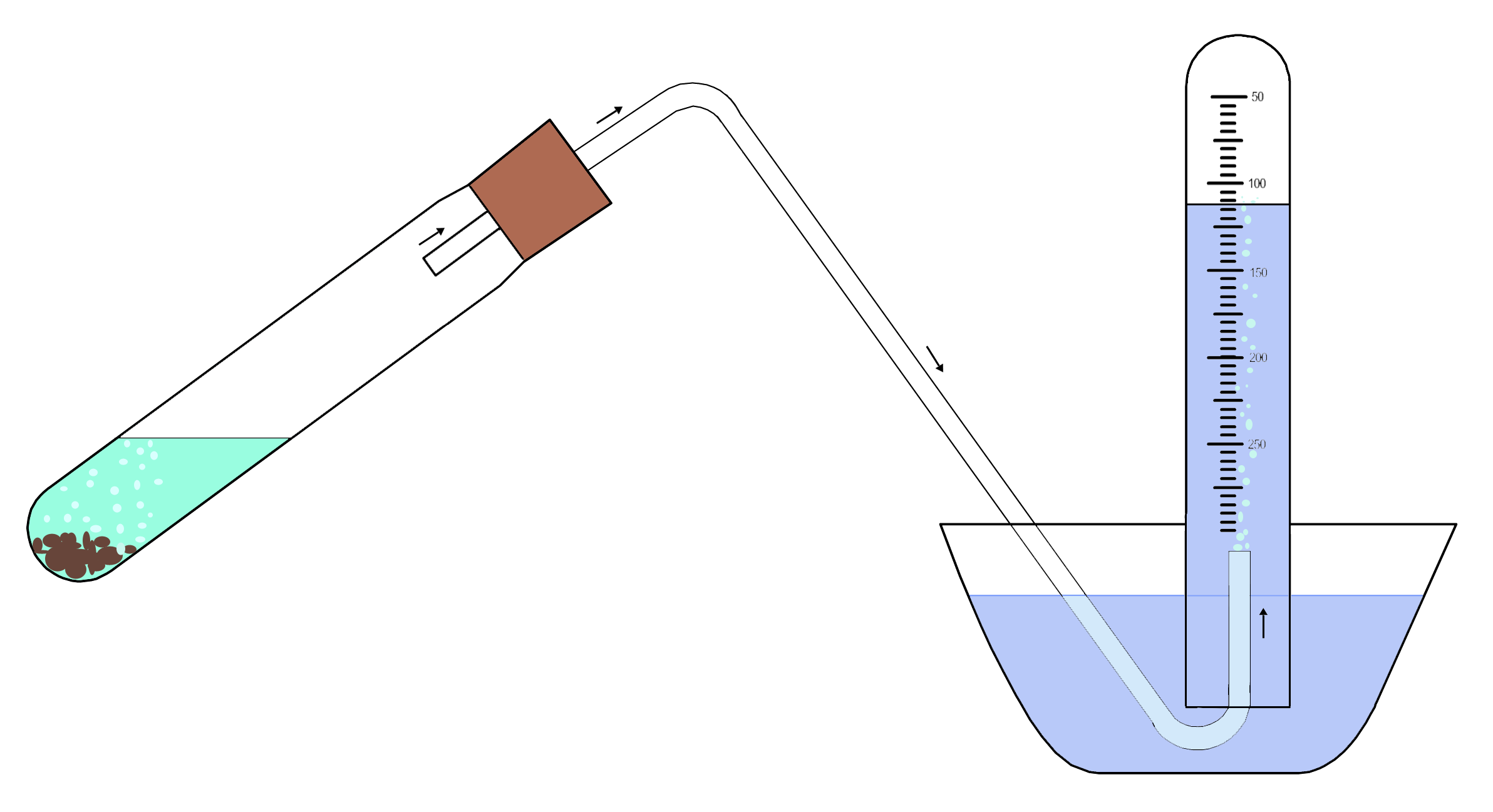
Schemat eudiometru

Eudiometr stosowany do pomiaru gazów powstających w wyniku elektrolizy nazywany jest powszechnie Aparatem Hofmanna.
Eudiometr może też być zbudowany z dwóch przewodów platynowych (materiału tego używa się ze względu na jego niereaktywność) umieszczonych w zabezpieczonym końcu. Pomiędzy przewodami występuje przerwa, w której mogą być wytwarzane iskry. Powstanie iskry wywołuje reakcję w mieszaninie gazu. Zmiana objętości gazu może być wówczas odczytana na cylindrze miarowym dzięki procesowi jaki zachodzi wówczas w mieszaninie pod wpływem wytworzenia iskry.